# Скелетное вытяжение
Скеле́тное вытяже́ние (разг. вы́тяжка) — экстензионный метод лечения травматических повреждений конечностей. Цель метода — постепенное вправление отломков с помощью грузов и удержание их в правильном положении до образования первичной костной мозоли.

## Техника проведения скелетного вытяжения
Для лечения методом постоянного скелетного вытяжения необходимо провести спицу Киршнера через определённую точку в зависимости от места перелома. Спица проводится под местной анестезией. Основными точками проведения спиц являются для верхней конечности, при переломах лопатки и плеча — локтевой отросток, для нижней конечности, при переломах таза и бедра — его надмыщелковая область или бугристость большеберцовой кости. При переломах голени спица проводится за надлодыжечную область, а при повреждениях голеностопного сустава и голени в нижней трети диафиза — за пяточную кость.

## Величина первоначального вправляющего груза
После проведения спицы через кость, она закрепляется в скобе специальной конструкции, а затем через систему блоков устанавливается первоначальный вправляющий груз, при переломах плеча — 2—4 кг, бедра — 15% от массы пострадавшего, при переломах голени — 10%, а при переломах таза — на 2—3 кг больше, чем при переломах бедра. Индивидуальный вправляющий груз подбирается по контрольной рентгенограмме спустя 24—48 часов после начала лечения. После изменения груза по оси повреждённого сегмента или изменения направления боковых вправляющих петель через 1—2 суток обязательно показан рентгенологический контроль места перелома.

## Положение поврежденной конечности при скелетном вытяжении
Повреждённая конечность должна занимать вынужденное положение. При переломах лопатки, в плечевом суставе — отведение до угла 90, в локтевом — сгибание 90. Предплечье должно находиться в среднем положении между пронацией и супинацией и фиксироваться клеевым вытяжением с грузом по оси предплечья до 1 кг. При переломах плеча положение руки такое же, за исключением плечевого сустава, в котором рука находится в положении сгибания до угла 90. При переломах нижней конечности нога укладывается на шину Белера, конструкция которой позволяет достичь равномерного расслабления мышц-антагонистов.

## Длительность постельного режима
При переломах верхней конечности и голени лечение длится около 4—6 недель, при переломах таза и бедра около 6—8 недель. Достоверным клиническим критерием достаточности лечения методом постоянного скелетного вытяжения является исчезновение патологической подвижности в месте перелома, что должно быть подтверждено рентгенологически. После этого переходят на фиксационный метод лечения.

## Показания к скелетному вытяжению
- перелом диафиза плечевой кости;
- перелом диафиза бедра;
- перелом диафиза костей голени;
- невозможно наложение гипсовой повязки (не удаётся провести ручную репозицию отломков).

## Достоинства и недостатки метода

### Минусы данного метода
- возможность гнойного инфицирования;
- большая длительность (от 4—6 недель в среднем);
- ограниченное применение у детей и у пожилых.

### Плюсы данного метода
- возможность постоянного визуального контроля за повреждённой конечностью;
- отсутствие вторичного смещения отломков;
- малоинвазивность вмешательства;
- функциональность метода;
- уменьшение сроков реабилитации.